# Erzbistum Ozamiz
Das Erzbistum Ozamiz (lat.: Archidioecesis Ozamisanus) ist eine auf den Philippinen gelegene römisch-katholische Erzdiözese mit Sitz in Ozamiz. Es umfasst die Provinz Misamis Occidental.

## Geschichte
Papst Pius XII. gründete die Territorialprälatur Ozamiz am 27. Januar 1951 aus Gebietsabtretungen des Erzbistums Cagayan de Oro und es wurde dem Erzbistum Cebu als Suffraganbistum unterstellt. Am 29. Juni des gleichen Jahres wurde es Teil der Kirchenprovinz des Erzbistums Cagayan de Oro. 
Am 17. Februar 1971 verlor sie einen Teil seines Territoriums zugunsten der Errichtung der Territorialprälatur Iligan. Zur gleichen Zeit wurde es zum Bistum erhoben, das dem Erzbistum Zamboanga als Suffraganbistum unterstellt wurde. Mit der Apostolischen Konstitution Quo maius wurde es am 24. Januar 1983 in den Rang eines Metropolitanerzbistums erhoben.

## Ordinarien

### Prälat von Ozamiz
- Patrick H. Cronin SSCME (24. Mai 1955 – 13. Oktober 1970, dann Erzbischof von Cagayan de Oro)

### Bischöfe von Ozamiz
- Jesus Varela (17. Februar 1971 – 27. November 1980, dann Bischof von Sorsogon)
- Jesus Armamento Dosado CM (29. Juli 1981 – 24. Januar 1983)

### Erzbischof von Ozamiz
- Jesus Armamento Dosado CM (24. Januar 1983 – 4. Oktober 2016)
- Martin Jumoad (seit 4. Oktober 2016)

## Statistik
| Jahr | Bevölkerung | Bevölkerung | Bevölkerung | Priester   | Priester           | Priester         | Priester               | Ständige Diakone | Ordensleute | Ordensleute | Pfarreien |
| Jahr | Katholiken  | Einwohner   | %           | Gesamtzahl | Diözesan- priester | Ordens- priester | Katholiken je Priester | Ständige Diakone | männlich    | weiblich    | Pfarreien |
| ---- | ----------- | ----------- | ----------- | ---------- | ------------------ | ---------------- | ---------------------- | ---------------- | ----------- | ----------- | --------- |
| 1969 | 386.173     | 896.301     | 43,1        | 52         | 7                  | 45               | 7.426                  |                  | 45          | 102         | 34        |
| 1980 | 251.340     | 346.854     | 72,5        | 34         | 15                 | 19               | 7.392                  |                  | 19          | 58          | 16        |
| 1990 | 336.546     | 461.023     | 73,0        | 38         | 26                 | 12               | 8.856                  |                  | 12          | 41          | 19        |
| 2000 | 322.586     | 454.350     | 71,0        | 37         | 23                 | 14               | 8.718                  |                  | 17          | 72          | 18        |
| 2004 | 397.078     | 539.342     | 73,6        | 39         | 28                 | 11               | 10.181                 |                  | 14          | 95          | 16        |
| 2013 | 485.000     | 628.000     | 77,2        | 43         | 35                 | 8                | 11.279                 |                  | 8           | 43          | 22        |